# 大藤峡水利枢纽工程
大藤峡水利枢纽工程，位于广西壮族自治区桂平市南木镇弩滩村的珠江干流黔江大藤峡出口。为珠江流域防洪控制性枢纽工程。具有防洪、航运、发电、兼顾灌溉效益。为红水河十个水电梯级开发的最下游一级。2014年5月列入国务院确立的172项节水供水重大水利工程第一批及国务院确定的2020年至2022年推进150项重大水利工程建设之一。

## 技术概况
大藤峡位于黔江中下游，从武宣勒马至桂平弩湾滩，长41km，峡内深潭最深处达85米，航道狭窄，上行和下行分时段放行，最大通航500t级船舶，2018年年货运量1300万t。
控制流域面积19.86万平方公里。控制西江流域面积56.4%、控制西江水量1309亿m3，占56%；控制洪水总量占梧州站洪量的65%。坝址控制站的武宣站多年平均流量为4240 m3/s。
黔江混凝土主坝包括挡水坝段、泄水闸坝段、厂房坝段、船闸上闸首坝段、船闸检修门库坝段、纵向围堰坝段等。
黔江土石副坝。
南木江土石副坝建有仿自然鱼道分设非汛期鱼道和汛期鱼道。
正常蓄水位与汛期高水位为61.0米，死水位与汛期限制水位为47.6米，防洪高水位及千年一遇设计洪水位61.0米。万年一遇校核洪水位为64.23米。汛期5年一遇洪水临时降低水位至44.0 m。
河道型水库，库区比降较大。总库容为34.79亿立方米，防洪库容与调节库容15亿立方米。日调节能力。
采用河床式两岸厂房布置。8台200MW国产轴流转桨式水轮发电机组，水轮机转轮直径10.4 m，额定转速68.2 r/min。电站水头范围为10.07～37.79 m，额定水头25m，单机引用流量886m3/s。其中左岸三台，右岸五台。多年平均发电量60.55亿千瓦时。
按二级航道标准的3000吨级左岸单级船闸，闸室有效尺寸340m×34 m×5.8 m，一次充泄水量42万m3，船闸最大设计水头增加至40.94 m(61.00～20.06m)，为世界最高水头单级船闸。年单向设计通过能力达到4249.6万t(下行)，可满足设计水平年(2040年)预测过闸货运量(下行4080万t)的要求。渠化279公里航道，2500吨级的船舶可达柳州，3000吨级的船舶可达来宾。预留二线、三线船闸位置。
控制灌溉面积137万亩、补水灌溉面积66万亩。 

## 历史
1959年水电部珠江流域规划办公室提出大藤峡水利枢纽的轮廓性规划，水电部北京水电设计院副院长黄元镇带苏联水电专家工作组到大藤峡坝址勘察。
1982年东北水利电力勘测设计院开始对大藤峡工程进行规划设计，2008年完成设计。2009年水利部和广西壮族自治区人民政府、广东省人民政府共同成立大藤峡工程建设领导小组。2009年，澳门特别行政区政府与珠江水利委员会在澳门签署了援建大藤峡工程合作协议书，澳门政府无偿援助8亿元，用于大藤峡工程广西库区移民安置、水土保持和环境治理等公益性建设。2011年3月，国家发改委批复大藤峡水利枢纽工程项目建议书。
2014年5月至8月，桂平市完成了一期工程1850亩的征地工作。2014年10月8日国务院批准大藤峡水利枢纽工程可行性研究报告。2014年11月15日桂平市召开大藤峡水利枢纽工程建设动员大会。初设概算357亿元，工程施工总工期9年，工程需用水泥280万吨，钢筋30.9万吨，砂石骨料1450多万吨，金属结构和机电设备约13万吨。业主广西大藤峡水利枢纽开发有限责任公司。2015年1月27日至30日,水利部水利水电规划设计总院在北京组织召开大藤峡水利枢纽工程初步设计报告审查会议，听取了中水东北设计公司关于大藤峡水利枢纽工程初步设计报告内容，形成并通过了初步审查意见。2015年9月19日左岸一期工程正式开工。工程主体由水电八局承建。计划2023年建成。淹没影响人口为9882人，淹没各类土地113693亩，其中耕地70566亩，淹没影响处理补偿投资为89亿元，建设征地移民投资131亿元，所涉及的武宣县是国家级贫困县，桂平市是广西自治区级贫困县。
2019年5月17日船闸下闸首47.5米高的人字闸门开始安装。2019年5月30日左岸工程建设要初步达到围堰破堰进水条件。2019年10月21日零时正式断航。2019年10月26日，提前一个月实现大江截流，江水由已建成的左岸泄水闸下泄。二期上游塑性混凝土防渗墙土石围堰按50年一遇洪水标准设计，堰顶高程54.3m，最大堰高50m。2020年3月31日船闸试通航。2020年7月31日左岸三台机组中的最后一台并网发电。2020年9月6日蓄水位52米高程。2022年4月25日右岸挡水建筑物通过52米高程验收，工程已具备全线挡水条件。2022年6月5日右岸基坑充水，主坝全线投入挡水运用。2022年6月，配套工程的桂中旱片大藤峡灌区工程开工建设，为国务院确定的2020年至2022年推进150项重大水利工程建设之一，项目总投资约79.7062亿元，新建渠（管）道652千米，新建及恢复13座泵站，装机容量1.28万千瓦，设计灌溉面积100.1万亩，建设总工期为60个月。2022年6月西江、北江洪水期间，作为应急防洪工程加入流域统一调度，利用44～52m水位之间的库容，尽可能拦蓄西江洪水，为北江洪水宣泄腾出时间，避免北江洪峰与西江洪峰正面遭遇防御，其中拦蓄西江2022年4号洪水洪水7亿立方米，最大削减洪峰3500立方米每秒s，削峰率约为14%，梧州站降低水位0.83m，珠江三角洲西干流降低水位0.40m，北干流降低水位0.33m。2022年9月28日通过水利部主持的二期蓄水至61米正常蓄水位验收。2022年11月1日右岸首台机组（1号机组）投产发电。2022年12月31日18时右岸第二台机组通过72小时试运行，正式投产发电。2023年3月27日右岸第三台机组并网发电。2023年6月18日20时右岸第4台机组并网发电。2023年9月2日，最后一台机组通过验收，标志着主体工程完工。